# Paulina Malecka
Paulina Anna Malecka (imię zakonne: Maria Paula; ur. 9 lipca 1852 w Skoczunach (Litwa), zm. 28 września 1927 w Nowym Mieście nad Pilicą) – współzałożycielka Zgromadzenia Córek Najczystszego Serca Najświętszej Maryi Panny (sercanek); organizatorka szkół, żłobków oraz życia religijnego szczególnie na Syberii.

## Życiorys
Paulina Malecka urodziła się w Skoczunach (niedaleko Wilna) na Litwie, w szlacheckiej i wielodzietnej rodzinie Romualda Maleckiego oraz Pauliny z Narkiewiczów. Rodzice zapewnili jej staranne wykształcenie: władała biegle językiem francuskim i rosyjskim, a także miała szeroko rozwinięte zdolności i zainteresowania muzyczne. Została jak najlepiej przygotowana do prowadzenia życia na szlacheckim dworze, jednak szukała innej drogi życia niż małżeństwo.
W wieku 32 lat, poznała w Wilnie – Posłanniczki Maryi założone przez o.Honorata Koźmińskiego OFMCap (1829-1916) i Józefę Chudzyńską (1838-1914).
24 lutego 1884 r. wybrała życie zakonne wstępując do Posłanniczek na okres próbny, jako siostra zjednoczona pozostająca nadal w domu rodzinnym.
8 grudnia 1885 została przyjęta do nowicjatu jako Maria Paula. W celu odprawienia rekolekcji, Paulę skierowano do Zakroczymia do o.H. Koźmińskiego.
8 grudnia 1886 złożyła pierwsze śluby. Ojciec Honorat zlecił jej duszpasterstwo nauczycielek w Warszawie i przez pośrednictwo Elżbiety Stummer (felicjanki) wręczył Maleckiej pierwsze ustawy – Rady dla Córek Serca Maryi. Paula została z polecenia o.Honorata przełożoną nowego Zgromadzenia Córek Najczystszego Serca Najświętszej Maryi Panny (sercanek). W Warszawie jej pierwszym miejscem zamieszkania i pracy była szkoła i internat Gabrieli Hermanowej – wdowy, która wstąpiła do Sercanek już jako dyrektorka szkoły.
Około 30 nauczycielek, które wcześniej były związane z Posłanniczkami, zgromadziło się przy Maleckiej. Matka Paula przyjmowała do Zgromadzenia nowe kandydatki, a szczególnie dziewczęta i wykształcone wdowy, mające uprawnienia do prowadzenia szkół i zakładów wychowawczych oraz dbała o ich formację duchową.
1 maja 1889 roku, Malecka złożyła śluby wieczyste w Warszawie (w zakrystii kościoła sióstr Wizytek).
Dalszą działalność prowadziła w: Wilnie, Witebsku, Kownie, Petersburgu, Smoleńsku, Mohylewie, Kijowie oraz Żytomierzu. Matka Paula zakładała firmy rękodzielnicze, czyli pracownie z nauką zawodu w których Sercanki pracowały i w ten sposób zarabiały na siebie i wychowanki, a następnie przy nich powstawały sierocińce i szkoły. Siostry zajmowały się także tajnym nauczaniem religii, historii Polski oraz przygotowaniem dzieci i dorosłych do przyjęcia sakramentów świętych. W Petersburgu przy ochronce dla chłopców powstała również szkoła wraz z warsztatami ślusarskimi, szewskimi i stolarskimi.
Malecka założyła Dom Główny Zgromadzenia w Petersburgu.
W 1904 roku Paula ze względu na obecność o. Honorata w Nowym Mieście nad Pilicą i otrzymywaną pomoc w kierowaniu Zgromadzeniem, postanowiła kupić tam dom i w 1905 r. utworzyła wspólny nowicjat. Dom Główny Zgromadzenia, przeniosła również z Petersburga do Nowego Miasta n.Pilicą.
W latach 1900–1907 kilkakrotnie starała się w Rzymie o zatwierdzenie Zgromadzenia.
1 września 1908 za radą o.Honorata, Malecka wraz z pięcioma siostrami wyjechała na Syberię, aby pracować w środowisku Polaków zesłanych tam po powstaniach. Utworzyła domy w: Irkucku, Czelabińsku, Nowonikołajewsku (dzisiejszy Nowosybirsk) oraz Tomsku.
P. Malecka przez 38 lat była przełożoną Sercanek i założyła ponad 40 samodzielnych placówek.
28 września 1927, Malecka zmarła i została pochowana na cmentarzu w Nowym Mieście nad Pilicą.

## Źródła internetowe
- https://web.archive.org/web/20170306033413/http://www.sercanki.zakon.opoka.org.pl/zalozyciele.html
- http://archibial.pl/czas/arch34/art/misje.htm